# Проходка (деревня)
Проходка (бел. Праходка) — деревня в Червенском районе Минской области Беларуси. Входит в состав Руднянского сельсовета.

## Географическое положение
Расположена в 28 километрах к северо-западу от Червеня, в 56 км от Минска, в 23 км от железнодорожной станции Смолевичи линии Минск—Орша.

## Геология
Вблизи деревни расположено Проходское месторождение песков.

## История
Согласно переписи населения Российской империи 1897 года околица в составе Гребёнской волости Игуменского уезда Минской губернии, где было 14 дворов, проживали 107 человек. На начало XX века здесь было 33 двора и 257 жителей. На 1917 год урочище, насчитывавшее 29 дворов и 214 жителей. С февраля по декабрь 1918 года деревня была оккупирована немцами, с августа 1919 по июль 1920 — поляками. 20 августа 1924 года деревня вошла в состав вновь образованного Гребёнского сельсовета Червенского района Минского округа (с 20 февраля 1938 — Минской области). Согласно переписи населения СССР 1926 года здесь было 52 двора, где проживали 354 человека. В 1930-е годы в деревне была проведена коллективизация. Во время Великой Отечественной войны деревня была оккупирована немецко-фашистскими захватчиками в начале июля 1941 года. В лесах в районе деревни развернули активную деятельность партизаны бригад «Разгром» и имени Щорса. 24 жителя деревни погибли на фронтах. Освобождена в начале июля 1944 года. 25 июля 1959 года в связи с упразднением Гребёнского сельсовета передана в Руднянский сельсовет. На 1960 год население деревни составило 201 человек. В 1980-е годы она относилась к совхозу имени Щорса. На 1997 год в деревне было 39 жилых домов и 72 жителя, здесь работали животноводческая ферма и магазин. На 2013 год 21 круглогодично жилой дом, 39 постоянных жителей.

## Население
- 1897 — 14 дворов, 107 жителей
- 1908 — 33 двора, 257 жителей
- 1917 — 7 дворов, 54 жителя
- 1926 — 52 двора, 354 жителя
- 1960—201 житель
- 1997 — 39 дворов, 72 жителя
- 2013 — 21 двор, 39 жителей